# Бранислав Ђекић
Бранислав Ђекић (Ћуприја, 12. август 1991) је српски кошаркаш. Игра на позицији крилног центра. 

## Клупска каријера
Ђекић је поникао у кошаркашком клубу Ћуприја да би 2004. године прешао у млађе категорије ФМП-а. У клубу из Железника је провео наредних пет година и током тог периода је освојио две јуниорске Евролиге (2008, 2009). Након што је постао пунолетан у августу 2009, Ђекић је одбио да потпише професионални уговор са ФМП-ом и прешао је у Партизан.
Са Партизаном је у сезони 2009/10. освојио сва три домаћа трофеја и учествовао на фајнал фору Евролиге у Паризу. Почео је и наредну 2010/11. сезону у Партизану, освојио још један Куп Радивоја Кораћа, али је онда у марту 2011. прослеђен на позајмицу у Мега Визуру до краја сезоне. Сезоне 2011/12. и 2012/13. је провео комплетне у Партизану и списку освојених трофеја је додао још две титуле првака Србије и по једну Јадранску лигу и Куп Радивоја Кораћа.
За сезону 2013/14. потписује уговор са македонским прволигашем Струмицом. Наредну сезону је такође провео у Македонији, али у екипи Куманова. У сезони 2015/16. је наступао за Златорог Лашко у словеначкој Првој лиги. Сезону 2016/17. је почео у екипи ОКК Београда са којом је наступао у Кошаркашкој лиги Србије. Ипак, већ у новембру 2016. је напустио београдски клуб и отишао поново у Македонију где је потписао за Фени Индустри.
Сезону 2017/18. је почео без клуба али је почетком 2018. године потписао за екипу Рогашке. У овом клубу је провео око месец дана, након чега је споразумно раскинуо уговор. Након тога је средином фебруара 2018. поново потписао за Куманово. У Куманову је остао до краја сезоне 2018/19. У августу 2019. је потписао за сарајевске Спарсе, и са њима је у фебруару наредне године освојио Куп Босне и Херцеговине. У јулу 2020. је продужио уговор са Спарсима на још годину дана, али је у децембру исте године напустио клуб. Након тога је остатак сезоне провео у екипи Куманова. Наредни ангажман је имао такође у Македонији, овога пута у екипи Еуро Никел. У фебруару 2023. је потписао за Будућност из Бијељине.

## Репрезентација
Ђекић је прошао све млађе селекције Србије. Са репрезентацијом до 16 година је освојио прво бронзану медаљу на Европском првенству 2006, а наредне године са истом узрасном категоријом осваја злато. Са репрезентацијом до 18 година је освојио злато на Европском првенству 2009. Са репрезентацијом до 20 година је наступао на Европским првенствима 2010. и 2011. где национални тим није освајао медаље.

## Успеси

### Клупски
- Партизан :
  - Првенство Србије (3) : 2009/10, 2011/12, 2012/13.
  - Јадранска лига (2) : 2009/10, 2012/13.
  - Куп Радивоја Кораћа (2) : 2010, 2012.

- Спарс Сарајево:
  - Куп Босне и Херцеговине (1): 2020.

### Репрезентативни
- Европско првенство до 16 година:  2006,  2007.
- Европско првенство до 18 година:  2009.